# Carallia hulstijnii
Carallia hulstijnii är en tvåhjärtbladig växtart som beskrevs av Theodoric Valeton. Carallia hulstijnii ingår i släktet Carallia, och familjen Rhizophoraceae. Inga underarter finns listade i Catalogue of Life.